# Defensa Pirc
|       |       |       |       |       |       |       |       |       |  |
|       | a8 rd | b8 nd | c8 bd | d8 qd | e8 kd | f8 bd | g8    | h8 rd |  |
| a7 pd | b7 pd | c7 pd | d7    | e7 pd | f7 pd | g7 pd | h7 pd |       |  |
| a6    | b6    | c6    | d6 pd | e6    | f6 nd | g6    | h6    |       |  |
| a5    | b5    | c5    | d5    | e5    | f5    | g5    | h5    |       |  |
| a4    | b4    | c4    | d4 pl | e4 pl | f4    | g4    | h4    |       |  |
| a3    | b3    | c3 nl | d3    | e3    | f3    | g3    | h3    |       |  |
| a2 pl | b2 pl | c2 pl | d2    | e2    | f2 pl | g2 pl | h2 pl |       |  |
| a1 rl | b1    | c1 bl | d1 ql | e1 kl | f1 bl | g1 nl | h1 rl |       |  |
|       |       |       |       |       |       |       |       |       |  |

La Defensa Pirc (ECO B07-B09) fue ideada en el siglo XIX, pero su interpretación moderna como defensa se dará solo con posterioridad, una vez que evoluciona la llamada  Escuela hipermoderna de ajedrez.
La defensa Pirc se caracteriza por las jugadas iniciales 1.e4.d6 2.d4.Cf6 3.Cc3.g6 con algunas posibles variantes en el orden. Sin embargo no se debe confundir esta defensa con la que surge tras 1.e4 g6, pues en este particular caso las blancas podrían trasponer a sistemas cerrados que reciben otra denominación. Siendo 1... g6 un caso extremo ha llegado a recibir un nombre enteramente diferente: Defensa Moderna.
Para el caso de la defensa Pirc, Se le ha denominado así en honor al Gran Maestro esloveno Vasja Pirc. La idea principal de la defensa, en línea con la escuela hipermoderna de ajedrez, es retrasar el control del centro por algunas jugadas, otorgárselo así al blanco temporalmente, con la idea de minarlo luego mediante rupturas de peones o confrontaciones directas. De estas las más temáticas son c5, e5 y la maniobra c6 y b5.
Esta defensa proporciona un juego muy flexible y dinámico, debido a que ambos bandos cuentan con una gran riqueza de opciones. Las blancas pueden optar por esquemas clásicos, posicionales, con planes a mediano y largo plazo, o por el contrario, pueden confrontar a las negras con un ataque directo, aprovechando su ventaja de espacio. En todas estas variantes el juego se torna complicado, y la última palabra de la teoría ajedrecística parece dar la igualdad en la mayoría de ellas a las negras.
La defensa no es utilizada al más alto nivel de manera frecuente, y tienen mayor preferencia la Siciliana en todas sus modalidades, así como el juego clásico iniciado con 1... e5. En cualquier caso la historia registra partidas de gran importancia con ella, donde las negras han tenido, como mínimo, la mitad de las oportunidades.
La defensa permite una amplia variedad de opciones al blanco, y por ello, está emparentada en este sentido con la defensa India de Rey. Pero a diferencia de aquella, la ausencia del peón de c4 impide a las blancas obtener una ventaja de espacio tan pronunciada. Debido a esta circunstancia, el excampeón mundial Mijaíl Botvinnik la consideraba como ligeramente más jugable. No obstante, con la evolución de las ideas en ajedrez, actualmente ambas defensas son consideradas aceptables.
Las variantes más populares contra la Pirc normalmente han sido:
I. La variante clásica
II. El ataque austríaco
III. Sistemas con desarrollo temprano del alfil dama
Línea principal
1.e4 d6

2.d4 Cf6

3.Cc3
1.e4 d6 2.d4 Cf6 3.Cc3 g6 Línea principal
1.e4 d6 2.d4 Cf6 3.Cc3 g6 4.Ae2 Variante clásica
1.e4 d6 2.d4 Cf6 3.Cc3 g6 4.Ae2 Ag7 5.g4
1.e4 d6 2.d4 Cf6 3.Cc3 g6 4.Ae2 Ag7 5.h4
1.e4 d6 2.d4 Cf6 3.Cc3 g6 4.f4 Ataque austriaco
1.e4 d6 2.d4 Cf6 3.Cc3 g6 4.f4 Ag7 5.Cf3 0-0
1.e4 d6 2.d4 Cf6 3.Cc3 g6 4.f4 Ag7 5.Cf3 0-0 6.e5
1.e4 d6 2.d4 Cf6 3.Cc3 g6 4.f4 Ag7 5.Cf3 0-0 6.Ae3
1.e4 d6 2.d4 Cf6 3.Cc3 g6 4.f4 Ag7 5.Cf3 0-0 6.Ad3
1.e4 d6 2.d4 Cf6 3.Cc3 g6 4.f4 Ag7 5.Cf3 c5
1.e4 d6 2.d4 Cf6 3.Cc3 g6 4.f4 Ag7 5.Ac4
1.e4 d6 2.d4 Cf6 3.Cc3 g6 4.Cf3  Sistema de los dos caballos
1.e4 d6 2.d4 Cf6 3.Cc3 g6 4.Cf3 Ag7
1.e4 d6 2.d4 Cf6 3.Cc3 g6 4.Cf3 Ag7 5.h3
1.e4 d6 2.d4 Cf6 3.Cc3 g6 4.Cf3 Ag7 5.Ae2
1.e4 d6 2.d4 Cf6 3.Cc3 g6 4.Ae3  Ataque 150
1.e4 d6 2.d4 Cf6 3.Cc3 g6 4.Ae3 c6 5.Dd2
1.e4 d6 2.d4 Cf6 3.Cc3 g6 4.Ae3 c6 5.Cf3

1.e4 d6 2.d4 Cf6 3.Cc3 g6 4.g3
1.e4 d6 2.d4 Cf6 3.Cc3 g6 4.Ac4
1.e4 d6 2.d4 Cf6 3.Cc3 g6 4.Ag5
1.e4 d6 2.d4 g6 3.Cf3 Ag7 4.c3
1.e4 d6 2.d4 Cf6 3.Cc3 c6